# Rosemary Theby

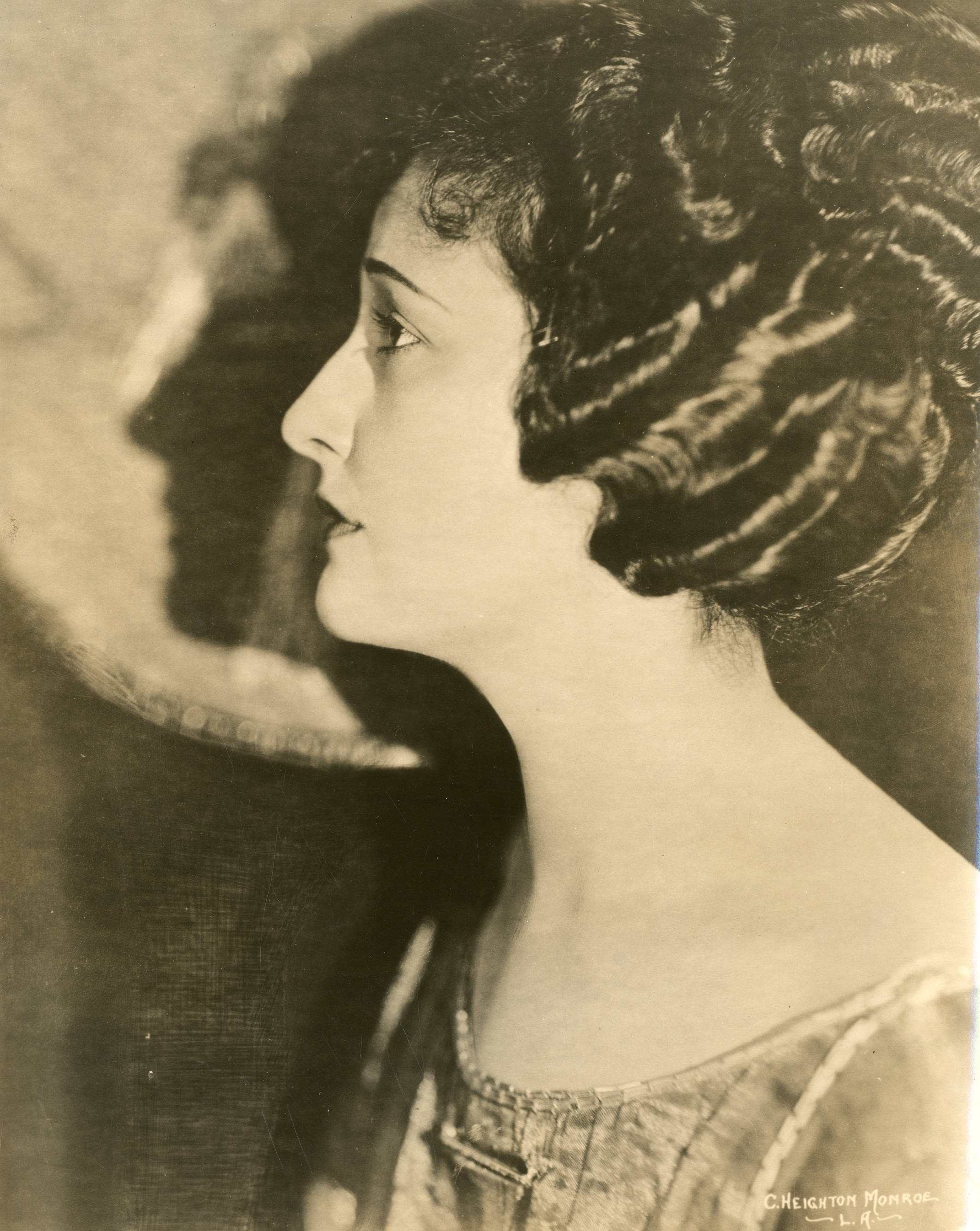
Rosemary Theby (1923)

Rosemary Theresa Theby (* 8. April 1892 in St. Louis, Missouri; † 10. November 1973 in Los Angeles, Kalifornien) war eine US-amerikanische Schauspielerin der Stummfilm- und frühen Tonfilmära. Im Zeitraum von 1911 bis 1940 trat sie in fast 250 Filmen auf.

## Leben
Rosemary Theby verbrachte ihre Jugend in New York City und besuchte dort die Sargent’s School. Ihre erste Filmrolle erhielt sie 1911. In den folgenden Jahren war Theby für Vitagraph tätig, ehe sie 1915 zu den Universal Studios wechselte.
Bis zum Niedergang der Stummfilmära war Theby in Dutzenden von Filmproduktionen zu sehen und verkörperte hierbei oftmals die weibliche Hauptdarstellerin. So spielte sie 1918 unter der Regie von David Wark Griffith eine deutsche Spionin im Kriegsdrama The Great Love. 1927 hatte Theby einen kleinen Auftritt als Dinnergast in The Second Hundred Years an der Seite von Laurel und Hardy. Mit dem Aufkommen des Tonfilms nahm die Anzahl ihrer Rollen ab, dennoch war Theby zunächst weiterhin als Schauspielerin erfolgreich. So spielte sie 1933 die weibliche Hauptrolle neben W. C. Fields in der kurzen Komödie The Fatal Glass of Beer. Im Verlaufe der 1930er-Jahre wurden allerdings ihre Rollen immer kleiner und sie wurde häufiger nicht in den Credits erwähnt. Einen letzten kleinen Filmauftritt hatte Theby 1940 in Tumak, der Herr des Urwalds.
Theby war ausschließlich als Filmschauspielerin tätig. Angebote für Bühnenrollen von Chauncey Olcott lehnte sie trotz einer hohen Gage ab.
Rosemary Theby heiratete 1915 den Schauspieler, Drehbuchautor und Regisseur Harry Myers. Nach dem Tod von Myers 1938 schloss sie noch im selben Jahr eine Ehe mit Truitt Hughes, die bis zu ihrem Tod andauerte. Theby setzte sich auch politisch ein und unterstützte unter anderem öffentlich den Wahlkampf des späteren US-Präsident Calvin Coolidge.
Rosemary Theby starb am 10. November 1973 im Alter von 81 Jahren an einem Kreislaufschock in Los Angeles. Sie wurde auf dem Westwood Village Memorial Park Cemetery bestattet.

## Filmografie (Auswahl)
- 1911: Irene’s Infatuation
- 1911: The Geranium
- 1912: A Red Cross Martyr; or, On the Firing Lines of Tripoli (Kurzfilm)
- 1912: Irene’s Infatuation (Kurzfilm)
- 1912: Mr. Bolter’s Infatuation (Kurzfilm)
- 1912: The Illumination (Kurzfilm)
- 1912: His Father’s Son (Kurzfilm)
- 1912: Love in the Ghetto (Kurzfilm)
- 1912: An Eventful Elopement (Kurzfilm)
- 1912: Rock of Ages (Kurzfilm)
- 1912: Wanted, a Sister (Kurzfilm)
- 1912: The Light of St. Bernard (Kurzfilm)
- 1912: A Juvenile Love Affair (Kurzfilm)
- 1912: The Two Battles (Kurzfilm)
- 1912: Written in the Sand (Kurzfilm)
- 1912: A Fortune in a Teacup (Kurzfilm)
- 1912: As You Like It
- 1912: The Godmother (Kurzfilm)
- 1912: Father’s Hot Toddy (Kurzfilm)
- 1912: The Toymaker (Kurzfilm)
- 1912: The Mills of the Gods (Kurzfilm)
- 1912: The Hand Bag (Kurzfilm)
- 1912: The Awakening of Bianca (Kurzfilm)
- 1912: The Reincarnation of Karma
- 1913: Betty’s Baby  (Kurzfilm)
- 1913: The Adventure of the Ambassador’s Disappearance (Kurzfilm)
- 1913: The Little Minister (Kurzfilm)
- 1913: Off the Road (Kurzfilm)
- 1913: The Classmate’s Frolic (Kurzfilm)
- 1913: The Weapon (Kurzfilm)
- 1913: Out of the Storm (Kurzfilm)
- 1913: The Web (Kurzfilm)
- 1913: A Fighting Chance (Kurzfilm)
- 1913: Cupid Through a Keyhole (Kurzfilm)
- 1913: A Husband’s Trick (Kurzfilm)
- 1913: One Can’t Always Tell (Kurzfilm)
- 1913: A Modern Psyche  (Kurzfilm)
- 1913: The Bachelor’s Baby, or How It All Happened (Kurzfilm)
- 1913: The Silver Cigarette Case (Kurzfilm)
- 1913: The Tangled Web (Kurzfilm)
- 1913: The Wager (Kurzfilm)
- 1913: Ashes (Kurzfilm)
- 1913: The Master Painter (Kurzfilm)
- 1913: Her Rosary (Kurzfilm)
- 1913: Maria Roma (Kurzfilm)
- 1913: Rosita’s Cross of Gold (Kurzfilm)
- 1913: The Silly Sex (Kurzfilm)
- 1913: The Fight for Right (Kurzfilm)
- 1913: The Counsel for the Defense (Kurzfilm)
- 1913: Better Days (Kurzfilm)
- 1913: The Glow Worm (Kurzfilm)
- 1913: The Stolen Woman (Kurzfilm)
- 1913: The Missing Ring (Kurzfilm)
- 1913: Targets of Fate (Kurzfilm)
- 1913: The Heart of a Rose (Kurzfilm)
- 1913: Hearts (Kurzfilm)
- 1913: His Silver Bachelorhood (Kurzfilm)
- 1913: The Power of the Sea (Kurzfilm)
- 1914: A Question of Right
- 1914: The Moth (Kurzfilm)
- 1914: The Pale of Prejudice (Kurzfilm)
- 1914: Through the Centuries (Kurzfilm)
- 1914: The Price of a Ruby (Kurzfilm)
- 1914: Cocaine Traffic; Or, The Drug Terror
- 1914: His Wife (Kurzfilm)
- 1914: Madam Coquette (Kurzfilm)
- 1914: The Lure of the Pit (Kurzfilm)
- 1914: The Attorney’s Decision (Kurzfilm)
- 1914: The Double Life (Kurzfilm)
- 1914: The Rock of Hope (Kurzfilm)
- 1914: The Hopeless Game (Kurzfilm)
- 1914: The Bride of Marblehead (Kurzfilm)
- 1914: Thumb Prints and Diamonds (Kurzfilm)
- 1914: Love Triumphs (Kurzfilm)
- 1914: The Little Gray Home (Kurzfilm)
- 1914: The Comedienne’s Strategy (Kurzfilm)
- 1914: The Accusation (Kurzfilm)
- 1915: Fathers Three (Kurzfilm)
- 1915: Men at Their Best (Kurzfilm)
- 1915: The Cards Never Lie (Kurzfilm)
- 1915: The Hard Road (Kurzfilm)
- 1915: A Romance of the Backwoods (Kurzfilm)
- 1915: The Danger Line (Kurzfilm)
- 1915: Playing with Fire (Kurzfilm)
- 1915: Saved by a Dream (Kurzfilm)
- 1915: The Artist and the Vengeful One (Kurzfilm)
- 1915: Father’s Money (Kurzfilm)
- 1915: Baby (Kurzfilm)
- 1915: The House of a Thousand Relations (Kurzfilm)
- 1915: Mumps (Kurzfilm)
- 1915: We Should Worry for Auntie (Kurzfilm)
- 1915: The Cheval Mystery (Kurzfilm)
- 1915: The Prize Story (Kurzfilm)
- 1915: The Earl of Pawtucket
- 1915: My Tomboy Girl (Kurzfilm)
- 1915: The Man of Shame
- 1915: He Was Only a Bathing Suit Salesman (Kurzfilm)
- 1915: Father’s Child (Kurzfilm)
- 1916: Man and Morality (Kurzfilm)
- 1916: High Fliers (Kurzfilm)
- 1916: In the Night (Kurzfilm)
- 1916: The Pipe Dream (Kurzfilm)
- 1916: Love Spasms (Kurzfilm)
- 1916: The Model Husband (Kurzfilm)
- 1916: The Lathered Truth (Kurzfilm)
- 1916: Object -- Matrimony (Kurzfilm)
- 1916: Housekeeping (Kurzfilm)
- 1916: A Spring Cleaning (Kurzfilm)
- 1916: The Connecting Bath (Kurzfilm)
- 1916: Will a Woman Tell? (Kurzfilm)
- 1916: The Latest in Vampires (Kurzfilm)
- 1916: Hubby’s Relatives (Kurzfilm)
- 1916: That Tired Business Man (Kurzfilm)
- 1916: Their Dream House (Kurzfilm)
- 1916: The Lemon in the Garden of Love (Kurzfilm)
- 1916: The Tormented Husband (Kurzfilm)
- 1916: The Chalk Line (Kurzfilm)
- 1916: A Strenuous Visit (Kurzfilm)
- 1916: Baby’s Toofs (Kurzfilm)
- 1916: The Honeymoon Car (Kurzfilm)
- 1916: Artistic Atmosphere (Kurzfilm)
- 1916: A Grain of Suspicion (Kurzfilm)
- 1916: Their Installment Furniture (Kurzfilm)
- 1916: A Persistent Wooing (Kurzfilm)
- 1916: Home Made Horrors (Kurzfilm)
- 1916: Gertie’s Garters (Kurzfilm)
- 1916: Marked ’No Funds’ (Kurzfilm)
- 1916: His Wedding Promise (Kurzfilm)
- 1916: The Good Stenographer (Kurzfilm)
- 1916: Hubby’s Chicken (Kurzfilm)
- 1916: Charity Begins at Home (Kurzfilm)
- 1916: They Practice Economy (Kurzfilm)
- 1916: Her Financial Frenzy (Kurzfilm)
- 1917: It’s All Wrong (Kurzfilm)
- 1917: The Hash House Mystery (Kurzfilm)
- 1917: The Delicatessen Mystery (Kurzfilm)
- 1917: Jumping Jealousy (Kurzfilm)
- 1917: Rusticating (Kurzfilm)
- 1917: Police Protection (Kurzfilm)
- 1917: The Winged Mystery
- 1918: The Rogue (Kurzfilm)
- 1918: Bright and Early (Kurzfilm)
- 1918: The Straight and Narrow (Kurzfilm)
- 1918: The Great Love
- 1918: Boston Blackie’s Little Pal
- 1918: Unexpected Places
- 1918: The Silent Mystery
- 1918: The Midnight Patrol
- 1918: Love’s Pay Day
- 1919: The Spender
- 1919: Faith
- 1919: Peggy Does Her Darndest (Verschollen)
- 1919: When a Woman Strikes
- 1919: The Amateur Adventuress (Verschollen)
- 1919: The Hushed Hour
- 1919: Upstairs and Down
- 1919: Tangled Threads (Verschollen)
- 1919: Yvonne from Paris
- 1919: Heartsease
- 1919: The Mystery of 13 (Serial)
- 1919: Are You Legally Married?
- 1920: The Butterfly Man
- 1920: Haß und Liebe (Rio Grande)
- 1920: Terror Island
- 1920: A Splendid Hazard
- 1920: Whispering Devils
- 1920: Married to Order (Kurzfilm)
- 1920: The Little Grey Mouse
- 1920: Kismet
- 1920: Unseen Forces
- 1920: Dice of Destiny
- 1921: Partners of Fate
- 1921: A Connecticut Yankee in King Arthur’s Court
- 1921: Good Women
- 1921: Shame
- 1921: Hickville to Broadway
- 1921: Across the Divide
- 1921: Fightin’ Mad
- 1920: The Last Trail
- 1922: Yellow Men and Gold
- 1922: I Am the Law
- 1922: Rich Men’s Wives
- 1922: More to Be Pitied Than Scorned (Verschollen)
- 1922: The Eternal Flame
- 1923: Lost and Found on a South Sea Island
- 1923: Your Friend and Mine
- 1923: Slander the Woman
- 1923: The Girl of the Golden West
- 1923: The Rip–Tide
- 1923: Mary of the Movies
- 1923: Tea: With a Kick!
- 1923: The Eagle’s Feather
- 1923: In Search of a Thrill
- 1923: Lang lebe der König (Long Live the King)
- 1924: Pagan Passions (Verschollen)
- 1924: A Son of the Sahara
- 1924: Behold This Woman
- 1924: Die rote Lilie (The Red Lily)
- 1924: Love (Kurzfilm)
- 1924: Secrets of the Night
- 1924: Ihr Junge (So Big)
- 1925: Herr über Leben und Tod (As Man Desires)
- 1925: The Re-Creation of Brian Kent
- 1925: One Year to Live
- 1925: Fifth Avenue Models
- 1925: Wreckage
- 1926: The Truthful Sex
- 1927: Laurel und Hardy: The Second Hundred Years (The Second Hundred Years, Kurzfilm)
- 1927: Riding to Fame
- 1927: A Bowery Cinderella
- 1928: A Woman Against the World (Verschollen)
- 1928: The Port of Missing Girls
- 1928: The Chinatown Mystery
- 1929: Girls Who Dare
- 1929: The Dream Melody
- 1929: Trial Marriage
- 1929: The Peacock Fan
- 1929: Montmartre Rose
- 1930: Scotch (Kurzfilm)
- 1930: Sugar Plum Papa (Kurzfilm)
- 1930: Bulls and Bears (Kurzfilm)
- 1930: He Trumped Her Ace (Kurzfilm)
- 1930: Midnight Daddies
- 1931: Ten Nights in a Bar-Room
- 1931: Who’s Who in the Zoo (Kurzfilm)
- 1931: Taxi Troubles (Kurzfilm)
- 1932: Doctor’s Orders (Kurzfilm)
- 1933: The Fatal Glass of Beer (Kurzfilm)
- 1935: Licht im Dunkeln (Wings in the Dark)
- 1935: The Drunkard
- 1935: Man on the Flying Trapeze
- 1936: Neighborhood House
- 1936: One Rainy Afternoon
- 1936: San Francisco
- 1936: Yours for the Asking
- 1936: Zwischen Haß und Liebe (His Brother’s Wife)
- 1936: Hollywood Boulevard
- 1936: Laurel und Hardy: Die Doppelgänger (Our Relations)
- 1937: Rich Relations
- 1937: Kein Platz für Eltern (Make Way for Tomorrow)
- 1937: The Devil Is Driving
- 1937: Für Sie, Madame … (Vogues of 1938)
- 1938: Lebenskünstler (You Can’t Take It with You)
- 1939: Undercover Doctor
- 1940: Tumak, der Herr des Urwalds (One Million B. C.)